# I nostri anni (film)
I nostri anni è un film del 2000 diretto da Daniele Gaglianone.
È stato presentato in concorso al Torino Film Festival 2000 e nella Quinzaine des Réalisateurs al Festival di Cannes 2001.

## Trama
Alberto e Natalino, ex-partigiani, si ritrovano dopo anni di distanza a ripercorrere vicende passate, dopo che Alberto entrato in un ospizio, trova un ex-fascista comandante delle brigate nere che aveva ucciso un suo compagno d'armi, Silurino.
Il film si chiude con la frase: «i nostri anni sono passati come una storia che ci è stata raccontata e il luogo dove accaddero queste cose non ne serberà traccia.»

## Riconoscimenti
Il film ha vinto il premio per il miglior lungometraggio al Cervino Cinemountain 2001.
Gaglianone è stato candidato al Nastro d'argento al miglior regista esordiente.